# Pedicularis proboscidea
Pedicularis proboscidea là loài thực vật có hoa thuộc họ Cỏ chổi. Loài này được Steven mô tả khoa học đầu tiên năm 1823.